# Смирновка (Болотнинский район)
Смирновка — исчезнувшая деревня в Болотнинском районе Новосибирской области. На момент упразднения входила в состав Байкальского сельсовета. Исключена из учётных данных в 1971 году.

## География
Располагалась в истоке реки Баксон, в 7 км к северо-востоку от деревни Байкал.

## История
Посёлок Смирновский был основан в 1918 г. В 1926 году состоял из 48 хозяйства. В административном отношении являлся центром Смирновского сельсовета Ояшинского района Новосибирского округа Сибирского края.
Решением Новосибирского облисполкома от 27.09.1971 г. № 650 деревня исключена из учётных данных как фактически не существующая.

## Население
По переписи 1926 г. в посёлке проживало 273 человека (135 мужчин и 138 женщин), основное население — русские.